# Giorgi Sardalashvili
Giorgi Sardalashvili (26 de maio de 2003) é um judoca georgiano. Ganhou a medalha de ouro na categoria de 60 kg masculino no Campeonato Mundial de Judô de 2024 realizado em Abu Dhabi, Emirados Árabes Unidos.
Em 2020, ele conquistou o primeiro lugar na categoria de peso de 50 kg na Copa Europeia de Jovens em Antalya. Um ano depois, conseguiu o primeiro lugar na categoria de 60 kg na Copa Europeia (juvenil) realizada em Praga. Ficou em segundo lugar no Campeonato Europeu Júnior (60 kg) realizado em Luxemburgo. Conquistou o primeiro lugar no Campeonato Mundial Júnior (60 kg) realizado em Olbia, Itália. Em 2022, conseguiu o primeiro lugar na Copa Europeia (juvenil) realizada em Málaga, Espanha. No torneio, Sardalashvili derrotou Alejandro Prieto Simancas (Espanha), Ricardo Pires (Portugal), Florian Boecker (Alemanha) e Luis Barroso Lopez (Espanha) com ippons, e na final conseguiu vencer Keiji Tsujioka do Japão com waza-ari. No mesmo ano, ele ficou em segundo lugar no Grand Slam de Tbilisi. No Campeonato Mundial Júnior de 2022, que foi realizado em Guayaquil, Equador, Sardalashvili ficou em segundo lugar.
Ele é vencedor de uma medalha de bronze no Grand Prix de Zagreb de 2022. Participou do torneio a partir da segunda rodada, onde derrotou o tajique Muamadsoleh Kuvatov. Em seguida, derrotou o brasileiro Matheus Takakisa na etapa seguinte. Após perder para o francês Maxim Merlin nas quartas de final com waza-ari, derrotou o turcomeno Hukaberdi Yumaev na repescagem, vencendo-o com ippon. Na luta pela medalha de bronze, derrotou o judoca espanhol Francisco Garrigós com ippon.
Ele ganhou uma das medalhas de bronze na categoria de 60 kg masculino no Campeonato Mundial de Judô de 2023 realizado em Doha, Catar.
Sardalashvili ficou em 5º lugar nas Olimpíadas de Verão de 2024.